# Karaoke DVD
Karaoke DVD je karaoke DVD dívčí skupiny 5Angels obsahuje hudební podklady s doprovodnou linkou všech skladeb z CD Live!.
Hudba je původní, stojí za ní hudební producent 5Angels Stano Šimor.
Stejně jako všechna DVD 5Angels i toto celé vzniklo přímo ve videoprodukci 5Angels, kterou zastupuje videoproducent Karel Stiebling.

## Seznam skladeb
1. „Trapas století“
2. „Když se zdá“
3. „Krok za krokem“
4. „Chatovací mejdan“
5. „Pět andělů“
6. „Táto, noc nečeká“
7. „Soused“
8. „Vesmírný výlet“
9. „Ples démonů“
10. „You'll always find your way back home“
11. „Tajemství“
12. „Dětská láska“

Bonus
13. „Věřte nám“